# Kraanlei
De Kraanlei is een straat in het centrum van de Belgische stad Gent. De straat ligt langs de Leie en vormt de zuidelijke begrenzing van het Patershol. Ze is genoemd naar de houten kraan die daar vanaf de 16e eeuw zou gestaan hebben.
Zware stukgoederen, zoals vaten wijn en diverse andere goederen, werden hier gelost. De kraankinderen beschikten over een zeer stevige houten kraan, deze had één verdieping. Deze verdieping werd gebruikt voor het bijhouden van de boekhouding. Aan beide zijden van de kraan werd er een traprad geïnstalleerd waardoor de kraankinderen de kraan in beweging konden stellen.

## Gebouwen
Op de hoek van de Kraanlei, op nummer 81, staat het barokhuis "De Fluitspeler" of "Het Vliegend Hert", met een rijk versierde geveltop daterend uit 1669. Daarnaast, op nummer 79, vindt men het "Huis De Zeven Werken van Barmhartigheid", waarop slechts zes van de zeven werken van barmhartigheid op de voorgevel staan uitgebeeld. Vaak wordt verteld dat, aangezien dit oorspronkelijk een herberg was, het vierde werk (de vreemdelingen herbergen) in het gebouw zelf gebeurde. In werkelijkheid werd 'de doden begraven' niet afgebeeld (zie afbeeldingen). Verder staat er, op nummer 65, het "Alijn hospitaal", het museum van volkskunde, nu het Huis van Alijn.

## Manneken Pis
Op het einde van de Kraanlei, richting Gravensteen, staat er nog een belangrijke gevel met hierop een standbeeldje, het "Gents manneke pis". Dit beeldje zou veel ouder zijn dan het bekende Manneken Pis van Brussel. Het oude beeldje van gebakken aarde zou stukgevallen zijn tijdens een storm. Blijkbaar wilde men het beeldje beschermen en gaf men hem een paraplu. Dit had juist het tegenovergestelde effect. Later is het beeldje vervangen door een bronzen standbeeld. Aan dit beeldje zijn ook vele legendes verbonden. Dit komt door de mysterieuze oorsprong van het beeldje. De bekendste legende is die van een graaf van Vlaanderen die, toen hij terugkeerde van een kruistocht, een klein kind, zijn bastaardkind, had meegenomen. De graaf was geen makkelijke persoon: op een dag had hij een geestelijke mishandeld, omdat deze hem had tegengesproken. Hierop werd de graaf door een vloek getroffen: hij zou geraakt worden in het wezen waarvan hij op deze wereld het meest hield. Later, tijdens een officieel defilé, moest het kind nodig urineren en deed dit tegen een gevel maar werd gestraft voor deze misdaad: het kind transformeerde in steen.

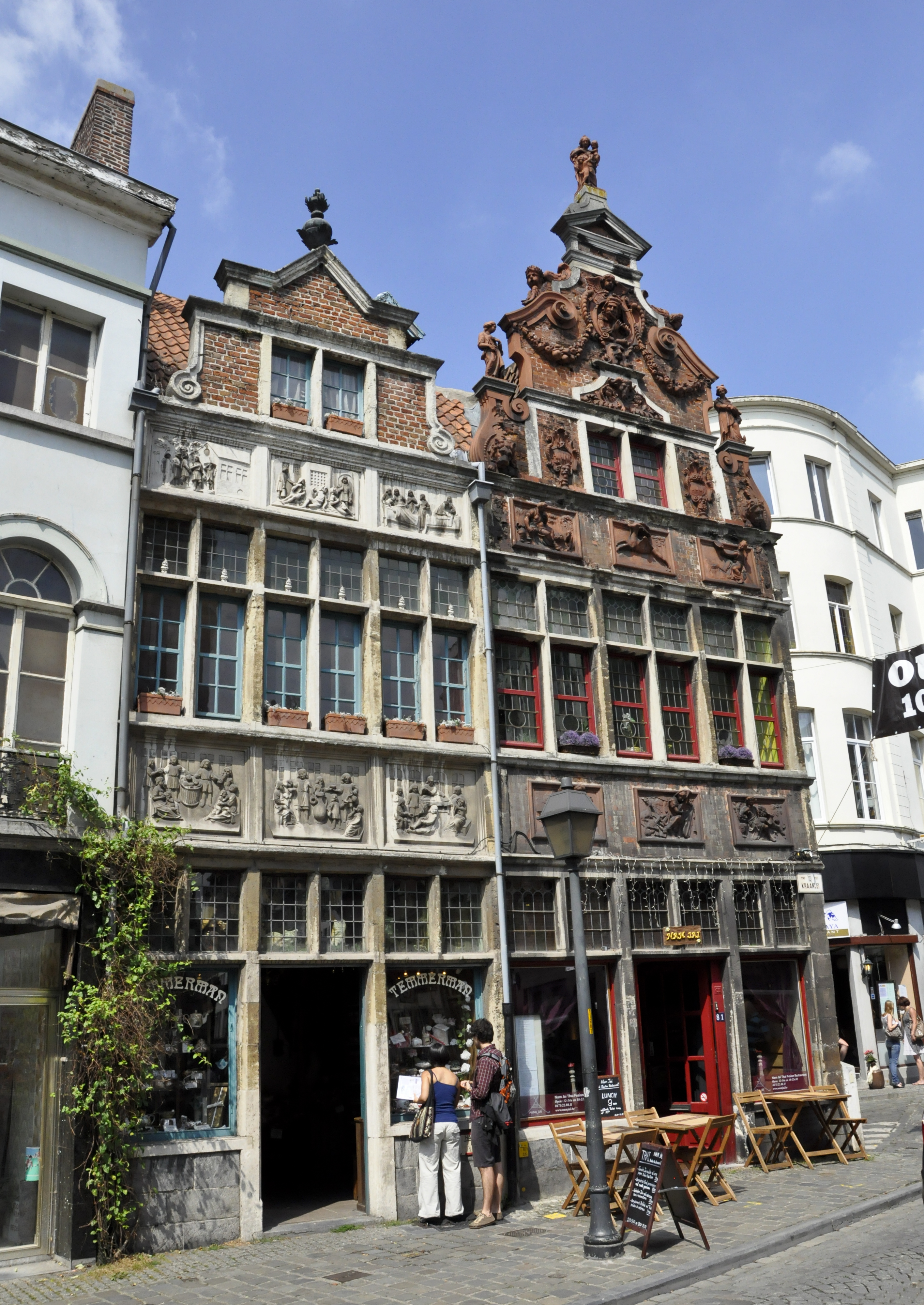
Links Huis De Werken van Barmhartigheid,  rechts De fluitspeler
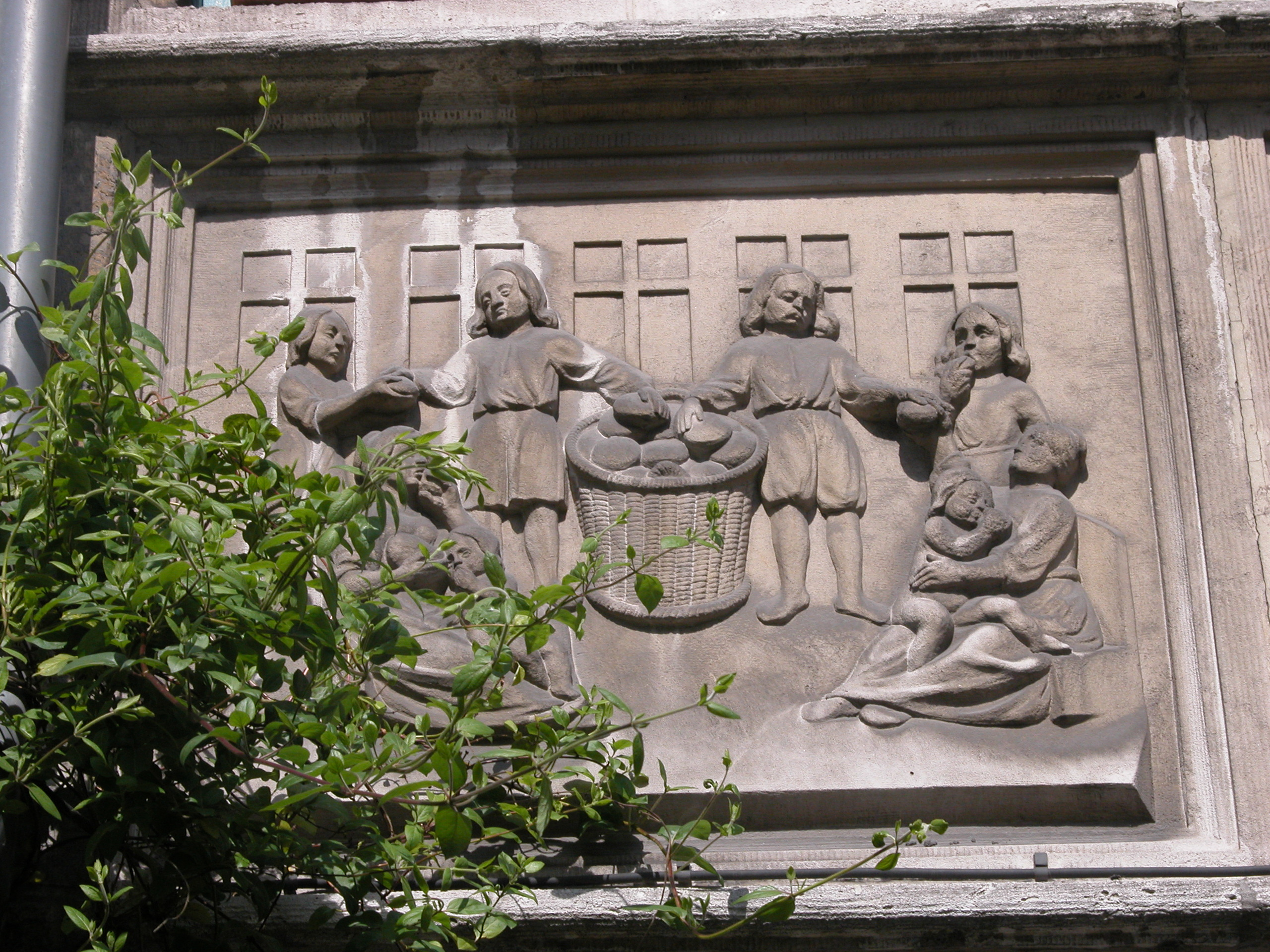
Hongerigen spijzen - Huis De Werken van Barmhartigheid
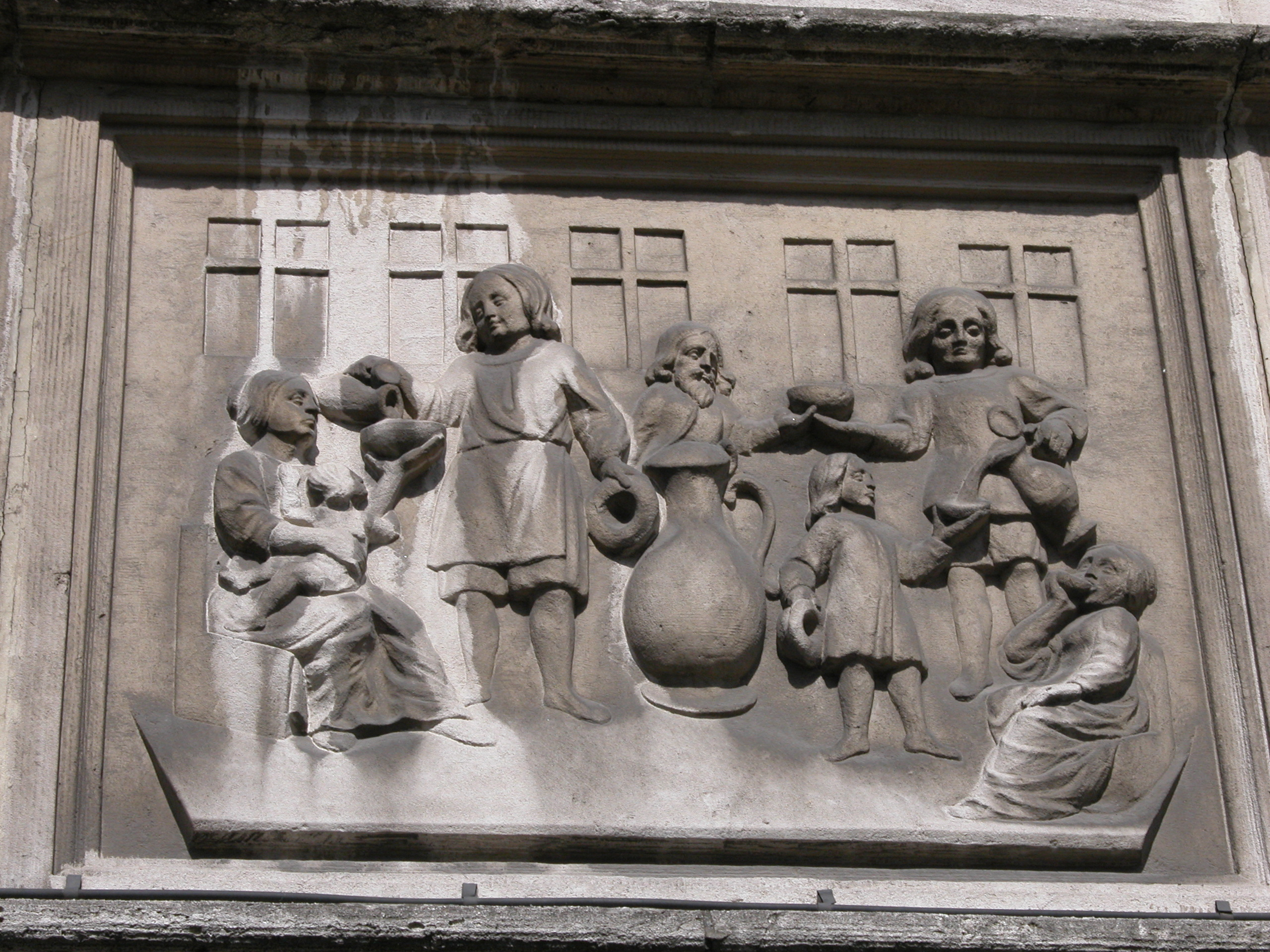
Dorstigen laven
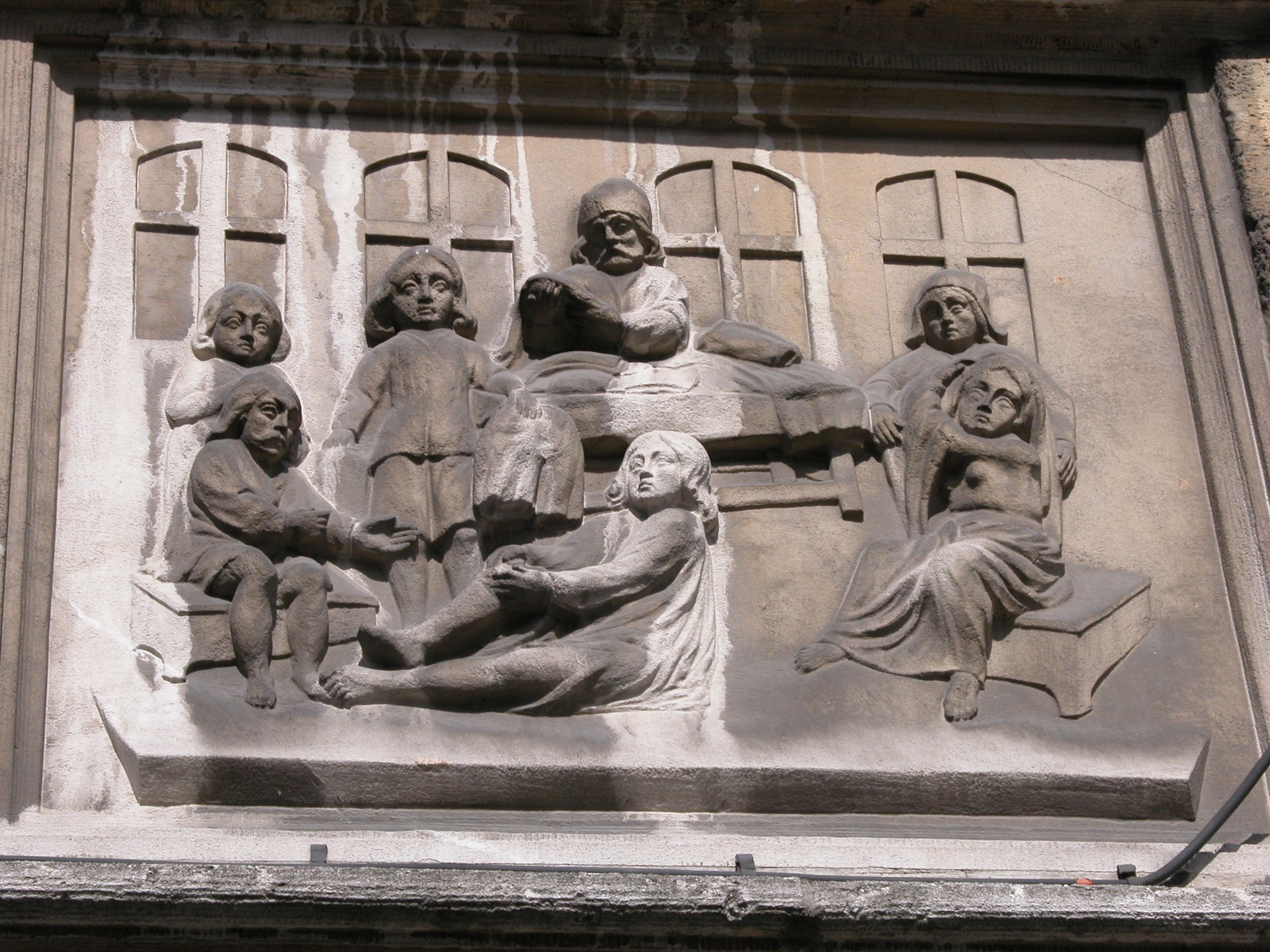
Naakten kleden
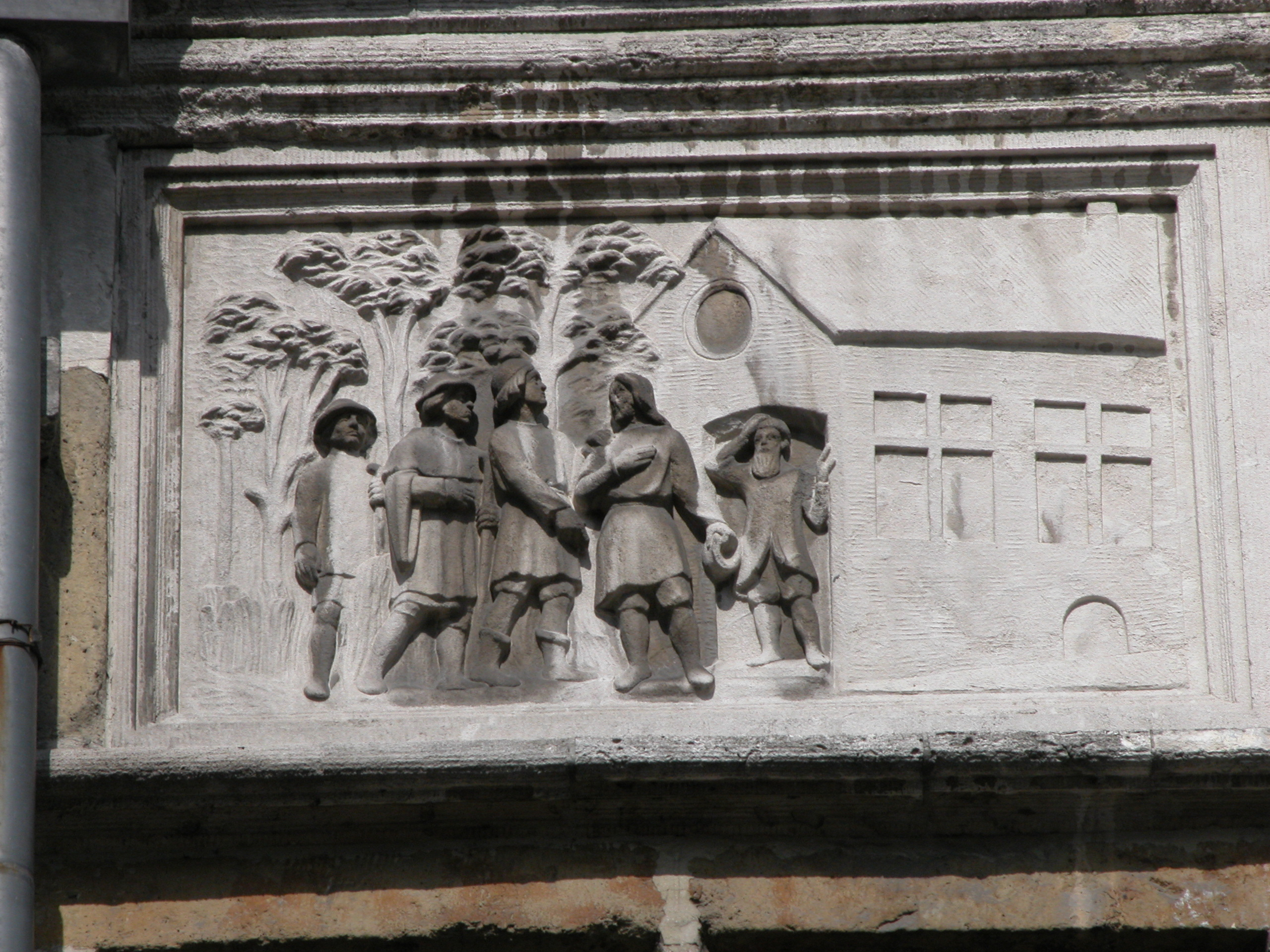
Vreemdelingen herbergen
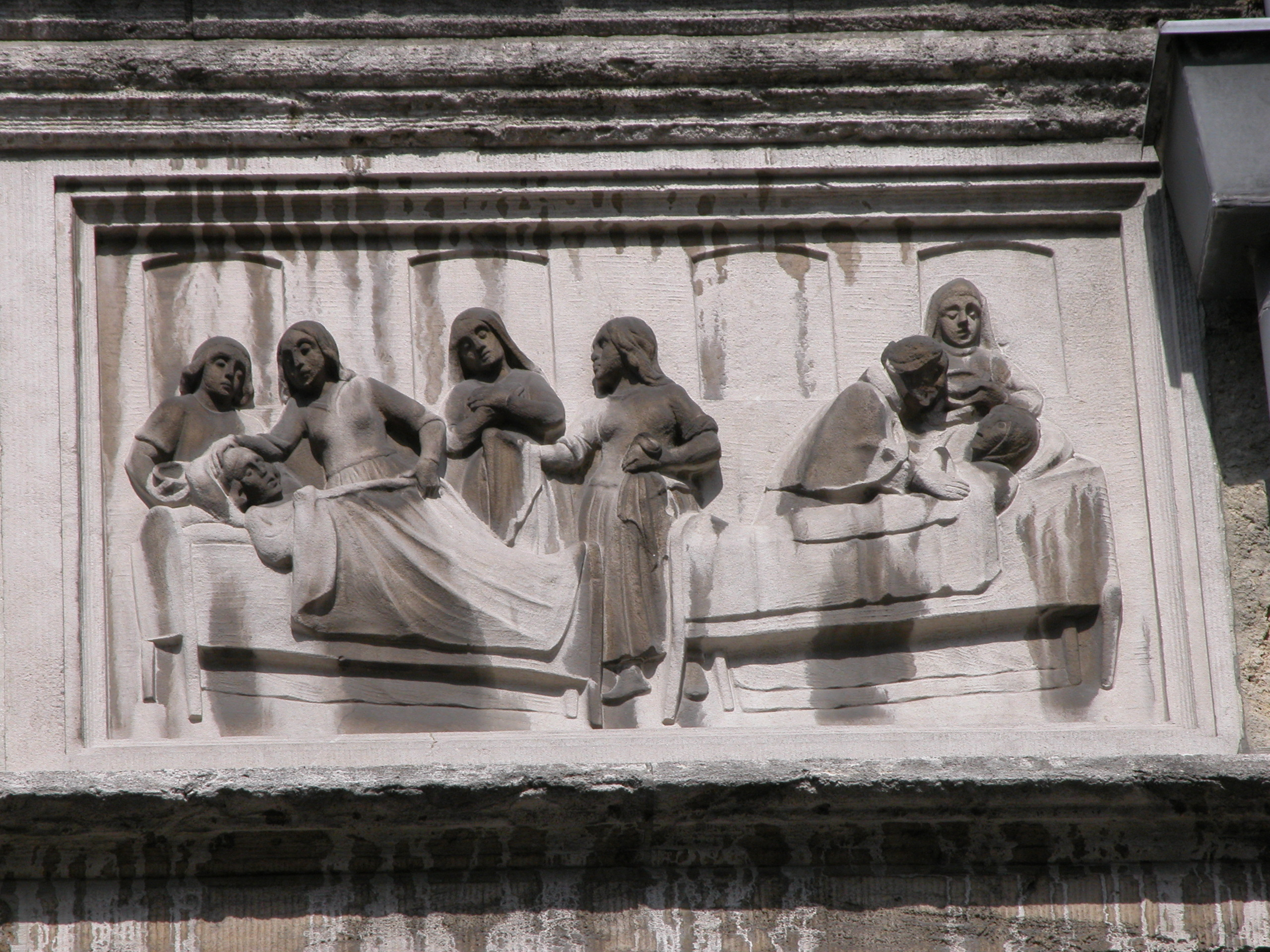
Zieken verzorgen
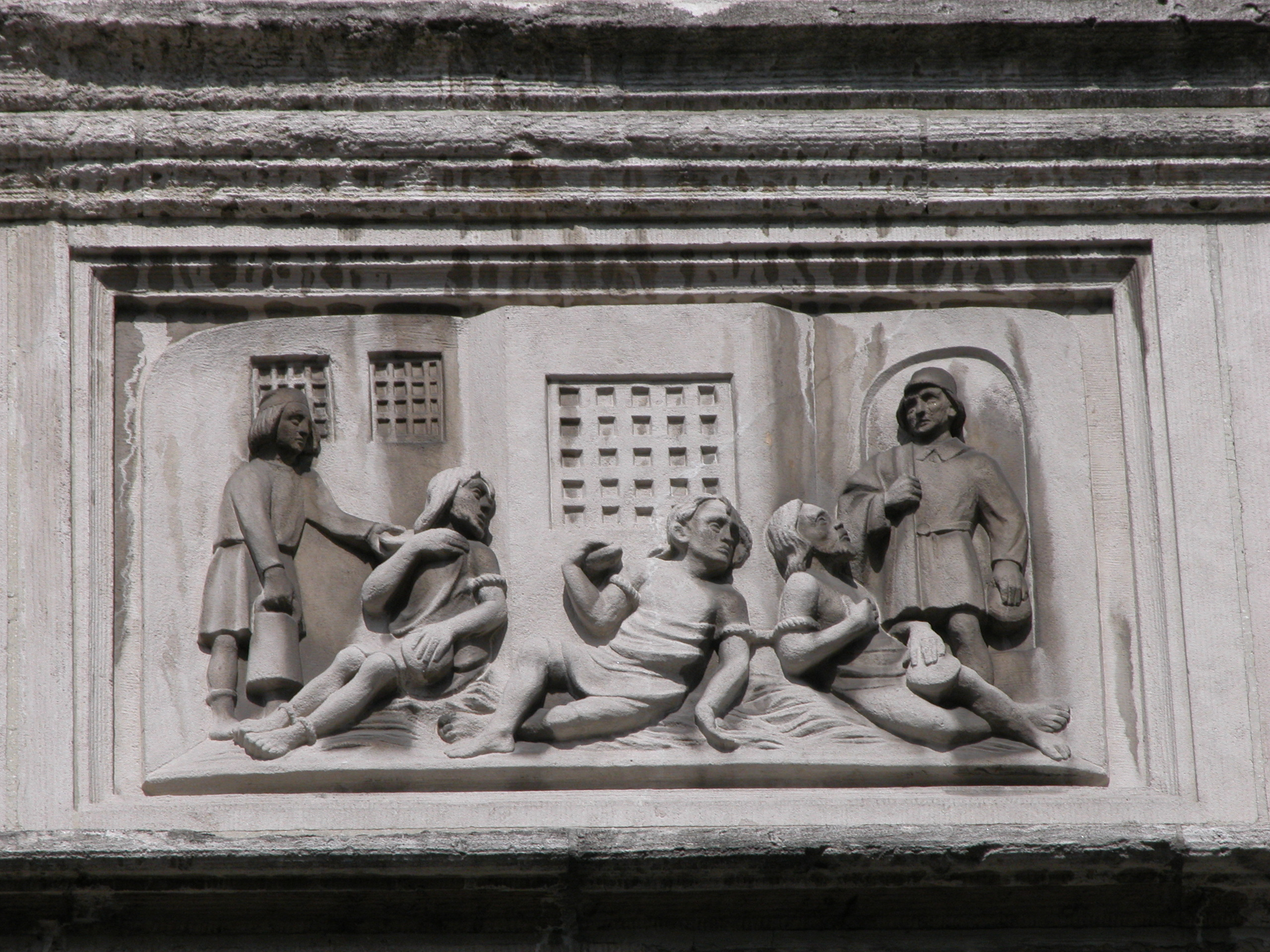
Gevangenen verlossen
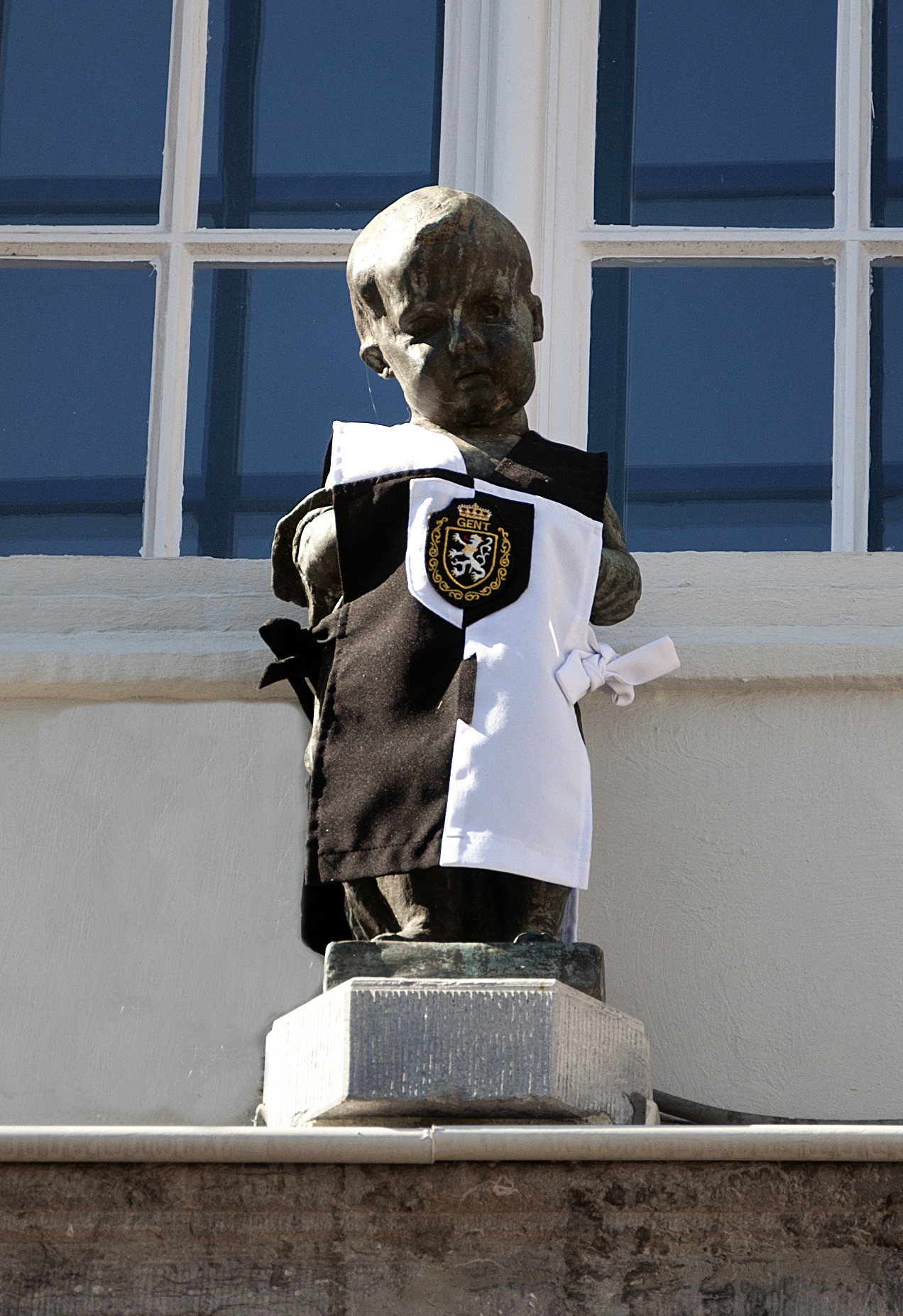
Manneken Pis in de Kraanlei tijdens de Gentse Feesten 2012